# Wallstraße 5 (Mönchengladbach)

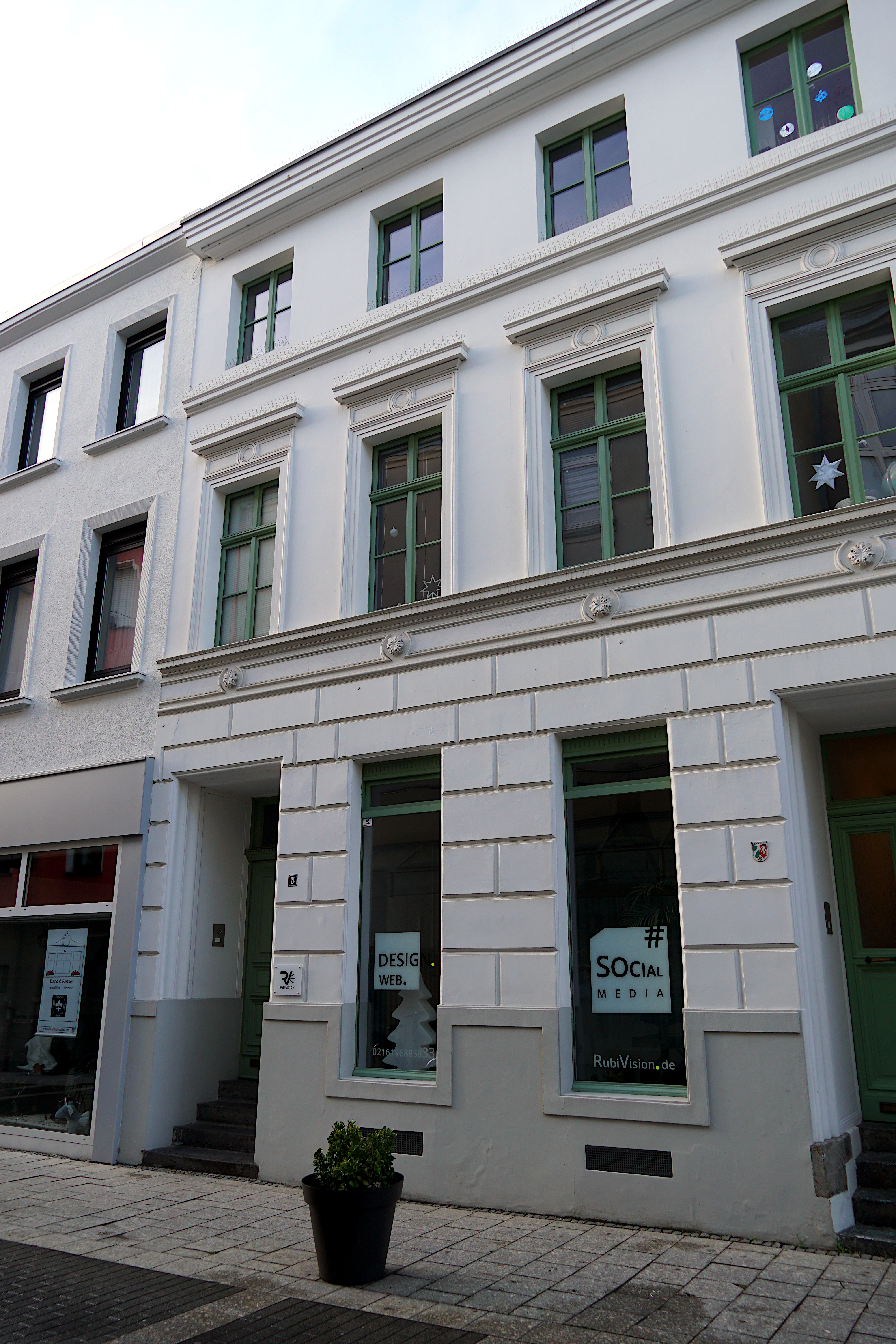
Wohngeschäftshaus (2020)

Das Wohngeschäftshaus Wallstraße 5 steht in Mönchengladbach (Nordrhein-Westfalen) im Stadtteil Gladbach.
Das Gebäude wurde zwischen 1863 und 1879 erbaut und unter der Nr. W 041 am 5. April 2012 in die Denkmalliste der Stadt Mönchengladbach eingetragen.

## Lage
Die Wallstraße liegt im Bereich der Oberstadt direkt parallel der alten Wallanlage. 

## Architektur
Es handelt sich um ein dreigeschossiges Dreifensterhaus mit linksseitigem Hauseingang und einem flach geneigten Pultdach. Das Objekt ist aus städtebaulichen, architekturhistorischen und ortshistorischen Gründen als Baudenkmal schützenswert.